# 太田道灌
太田道灌（1432年—1486年8月25日）是日本室町時代後期的武將，武藏國守護代扇谷上杉家家宰、攝津源氏流太田氏一族。父親是太田資清（道真）。名諱是資長。繼任家宰之職後，在平定享德之亂、長尾景春之亂中活躍。其做為江戶城的築城者而著名。

## 生平

### 幼年時期

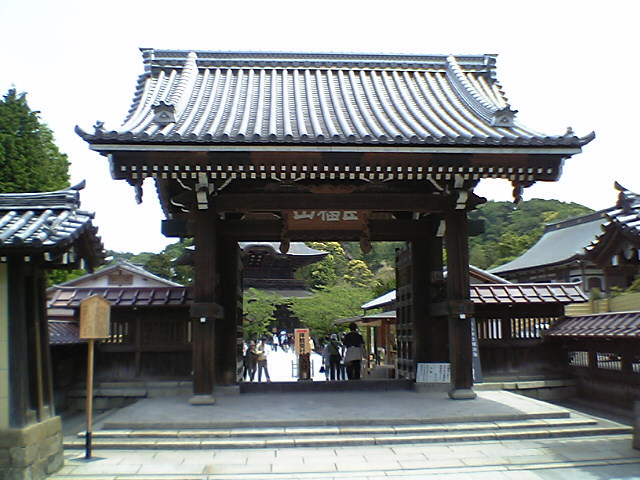
建長寺總門

在永享4年（1432年）出生，家中長男。父親資清是輔助鐮倉公方的關東管領上杉氏一族的扇谷上杉家家宰。幼名是鶴千代。根據『永享記』等記載，曾在鐮倉五山（一説為建長寺）中學習，亦曾在足利學校中學習。
在文安3年（1446年）元服，改名為資長（一說初名是持資）。享德2年（1453年）1月，晉升為從五位上（晉升從五位下的時期不明），左衛門少尉如舊（稱左衛門大夫）。

### 繼任家督
關東管領上杉氏分為山內上杉家、犬懸上杉家、宅間上杉家、扇谷上杉家，其中山內家和犬懸家最有力量，但是犬懸家在上杉禪秀之戰中沒落後，山內家獨佔了關東管領一職，太田氏的主君扇谷家是支撐山內家的分家。
在父親資清輔助主君扇谷上杉持朝的時期中，鐮倉公方足利持氏與關東管領山內上杉憲實對立並爆發永享之亂，持氏被室町幕府軍擊敗後自盡，鐮倉公方斷絕。後來幕府立持氏之子足利成氏為鐮倉公方，並任命憲實的長男山內上杉憲忠為關東管領，在憲忠的義父扇谷持朝的要求下，資清與岳父兼山內家家宰長尾景仲（道灌的外祖父）一起輔佐憲忠。
享德3年（1454年），山內憲忠被足利成氏暗殺，上杉一門報復並攻擊在武藏國高安寺的成氏，不過在翌年的分倍河原之戰中遭到反擊，當時的扇谷家當主上杉顯房（持朝之子）亦被殺死。幕府決定討伐足利成氏，令駿河守護今川範忠率領幕府軍攻進鐮倉。戰敗的成氏轉到下總古河城，自稱古河公方並繼續抵抗，成氏集結對上杉氏反感的關東的諸将，以關東地方附近的利根川為境線，東側的古河公方陣營與西側的關東管領陣營對立（享德之亂）。
康正元年（1455年），在品川湊附近建造太田家居館。同年12月，晉升為正五位下備中守。
康正2年（1456年），受道真（父親資清的法名，在文安4年（1447年）之前出家）讓予家督之位。以後輔助上杉政真（顯房之子）和定正（顯房之弟）扇谷家兩代，結果參與了長達28年的享德之亂的戰事。
為了與古河公方一側戰鬥，需要趕快築起防禦據點，受在顯房死後復任扇谷家當主的持朝之命，在康正2年（1456年）至長祿元年（1457年）間，道灌父子在武藏國入間郡築起河越城（現今埼玉縣川越市），在埼玉郡築起岩槻城（現今埼玉縣埼玉市岩槻區）。（但是在近年發現的資料顯示，岩槻城是由與道灌對立的古河公方成氏方的忍城城主成田顯泰之父成田正等所建造，現今這個説法比較有力。）

### 建築江戶城

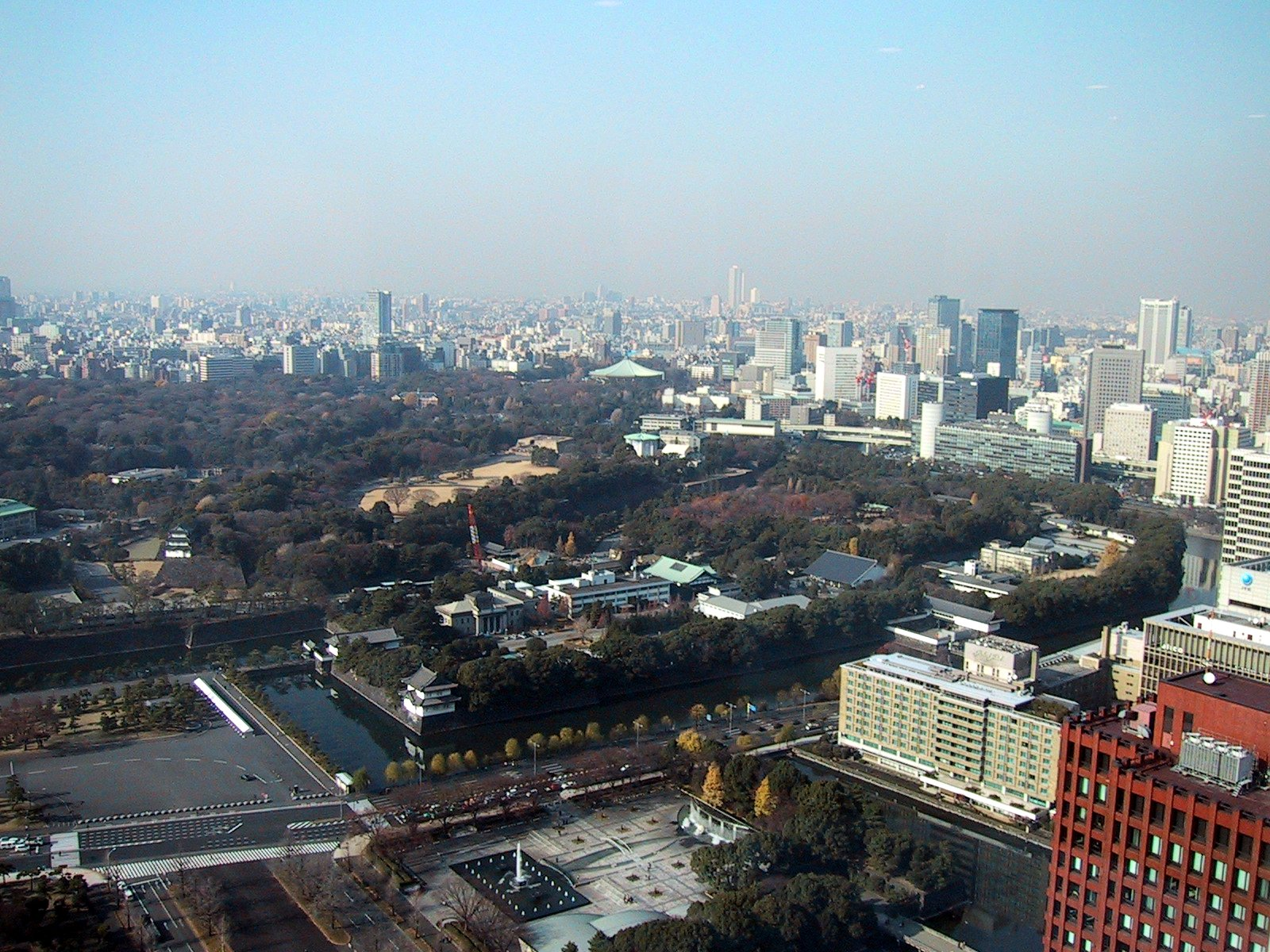
江戶城外觀

為了進一步抑制古河公方的有力武將房總千葉氏，有在兩個勢力之間的利根川下流築城的必要。於是在秩父江戶氏的領地武藏國豔嶋郡築起江戶城。
根據『永享記』中記載，道灌在夢中被神明指示要在江戶築城。還有在『關八州古戰錄』中記載，道灌在品川沖乘坐小舟時，一種名為九城（コノシロ）的魚在水中舞動，道灌認為這是吉兆並下定決心築起江戶城。有說法指這些靈異的故事是為了婉轉地讓已經弱化的古族江戶氏離開。長祿元年4月8日（1457年5月1日），在江戶城完成後，居館從品川遷到江戶。
作為江戶城的守護，在江戶城周邊建造了由日枝神社、築土神社、平河天滿宮等現今仍存在的神社。現今江戶城內有一處名叫「道灌濠」的地方，留有當時築城的痕跡。成為江戶城城主後，在城內訓練士兵並設置弓場，讓士卒每日演練，從怠慢的人中收取罰金以緩和伙食費的問題。
此外，不斷讀書並學習兵法，特別研究了當時統領軍隊必須學習的『易經』而修得易學，而且通曉武經七書。『太田家譜』中記載，道灌贈送兵書給管領細川勝元。道灌的兵法被稱為「足輕軍法」，除去當時流行騎馬武者的一騎討（即將領單挑），足輕是當時新出現的兵種，有很多活用足輕的集體戰術被論及，實際上是否只在『太田家記』上記載了名稱，實況不明。
另外，亦與飛鳥井雅親和萬里集九等人交流歌道，精通並留下了很多種類的和歌，有名的「山吹之里」傳説由此而生。從文明元年（1469年）至文明6年（1474年）期間，邀請著名歌人心敬前往品川的居館舉行連歌會，被稱為「品川千句」（同是優秀歌人的父親道真亦有「河越千句」）。而且在文明6年（1474年），道灌以心敬為裁判在江戶城舉行連歌比賽，留下了「武州江戶二十四番歌合」。
長祿2年（1458年），第8代室町將軍足利義政的異母兄足利政知在關東自稱堀越公方，與古河公方的戰爭陷入膠着狀態。根據『太田家記』中記載，在寬正6年（1465年），道灌上洛向將軍義政獻上穩定關東的策略；這次上洛在其他史料沒有記載，因此被懷疑真偽，不過根據近年的研究，扇谷持朝在寬正3年（1462年）與堀越公方政知對立，政知側近的澁川義鏡進讒，令扇谷持朝被懷疑謀叛，而且三浦時高、大森氏賴、實賴父子、千葉實胤等扇谷家重臣下野，令事態惡化，兩者的對立持續了數年但情況未有改善，於是道灌代替扇谷持朝向幕府辯解以求修復關係而上洛。
文正元年（1466年），關東管領山內房顯（憲忠之弟）死去。由前年起上杉方在武藏五十子（現今埼玉縣本莊市）築城，與古河公方側對峙。五十子陣建成以後，兩軍對峙了18年。山內家由越後上杉家過繼而來的養子上杉顯定繼承。
應仁元年（1467年），京都爆發應仁之亂。同年，道灌的父親道真長年仕奉的扇谷持朝死去，扇谷上杉家由持朝之孫上杉政真繼承（前年繼任家督）。
文明3年（1471年），古河公方側發動攻勢，突破武藏國後越過箱根山，長驅直進並打算進攻堀越公方政知所在的伊豆國。上杉方撃退古河公方軍並反攻陷古河城，但是足利成氏在千葉孝胤幫助下逃走。上杉方一時間成為優勢的一方，但是後來成氏方反撃，在文明4年（1472年）奪回古河城，並在文明5年（1473年）強襲五十子，該次戰鬥中，扇谷政真被殺。年輕的政真沒有兒子，道灌等老臣商議後，迎接政真的叔父上杉定正成為扇谷家當主。
此時出家並自稱「道灌」（備中入道道灌）。「道灌」這名字開始使用的正確時期不明，但是以「道灌」這名字初次出現在文明6年6月的歌合記事。

### 長尾景春之亂
文明5年（1473年），山內家家宰長尾景信死去。繼承人是長尾景春，但是山內顯定把家宰之位給予景信之弟長尾忠景而不是景春，因此景春十分怨恨。
景春引誘從兄弟道灌加入謀反，不過道灌拒絕，並前往主君扇谷定正和父親道真所在的五十子求見關東管領山內顯定，進言應安撫景春並把武藏國守護代忠景辭退，但是山內顯定不接受；於是再進言直接討伐景春，但是山內顯定亦不接受。
文明8年（1476年）2月，駿河守護今川義忠在遠江國被殺，義忠的遺子龍王丸與從兄小鹿範滿為家督之位相爭，小鹿範滿的母親是堀越公方的執事犬懸上杉政憲的女兒，道灌認為小鹿範滿應成為家督，於是與犬懸政憲一起率兵進入駿河。
今川氏家督之爭被龍王丸的叔父伊勢盛時（後來的北條早雲）介入為雙方和談，雙方協議由小鹿範滿到龍王丸成年為止代行家督職務，於是駐留的道灌和犬懸政憲撤兵。根據『別本今川記』中記載，此時與北條早雲會談，早雲提示的調停方案被道灌接受。早雲和道灌同在永享4年（1432年）出生，為主家盡忠的忠臣道灌與下克上的梟雄早雲，兩個完全不同的人但同年齡的名將會談，這次會談相當有名，近年研究顯示早雲並不是素浪人，而是將軍的直臣、名門伊勢氏的一族，當時年齡是24歲，在康正2年出生，這個説法比較有力。
道灌在駿河的同年6月，長尾景春與鉢形城的古河公方勾結並舉兵（長尾景春之亂）。翌年正月，景春急襲五十子，山內顯定和扇谷定正大敗而逃，而與景春呼應的國人亦出兵，令上杉氏陷入危機，加上石神井城的豐島泰經亦與景春呼應，令江戶城和河越城的連絡斷絕。
同年3月，道灌起兵，迅速攻略景春方的溝呂木城和小磯城。4月，道灌發兵，在江古田沼袋原之戰中撃破豐島泰經‧泰明兄弟，從此失去石神井城的豐島氏沒落。5月，道灌在用土原之戰中擊破景春，並包圍景春在處的鉢形城，但是古河公方成氏出陣，因此撤退，失去在早期殺死景春的機會。
之後道灌進攻上野國，在鹽賣原與景春對陣，但是沒有決戰。因為道灌東奔西走請求各家幫忙，迅速地圍堵了景春，文明10年（1478年）正月，與古河公方成氏達成和議。
同年4月，包圍武藏小机城（現今神奈川縣横濱市港北區）。根據『太田家記』中記載，小机城的防守非常堅固，因為對攻方不利，包圍了數十日亦未能攻下，道灌作了一首和歌鼓舞士氣，「小机（即書桌的意思）是習字之始，與伊呂波同在火中散盡」（小机は先ず手習いのはじめにて、いろはにほへとちりぢりになる），最後終於攻下小机城，之後景春方在相模的諸城被一一攻下。
12月，在境根原合戰中擊破反對和議的古河公方有力武將千葉孝胤。翌年，擁立與孝胤爭奪千葉氏當主之位的千葉自胤，並令同族的太田資忠向房總半島出兵，把反對派一掃而空，但是資忠在攻略千葉氏的據點臼井城時戰死，雖然在攻下臼井城後放逐孝胤，但是孝胤在太田軍撤退後立即反擊，並一掃自胤在下總的勢力，因此雖然成功斷絕孝胤與景春的連結，但是令自胤復歸下總的計劃失敗。
持續抵抗的景春亦在文明12年（1480年）6月，因為最後的據點日野城被道灌攻陷而沒落。文明14年（1482年），古河公方成氏與兩上杉家之間成立被稱為「都鄙合體」的和議（都鄙合体），長達30年的享德之亂結束。
道灌在30多次合戰中持續奮戰，幾乎是獨力解救了上杉家的危機。道灌在『太田道灌狀』中自述「山內家能支配武藏和上野兩國，都是我的功勞」。

### 被暗殺
由於道灌的活躍，令主家扇谷家勢力大增，與此同時，道灌的威望亦大大提升。
根據『永享記』中記載，道灌與人心背離的山內家對立而且企圖謀反。還有，扇谷家中有人以道灌修補江戶城和河越城一事十分可疑並向扇谷定正進讒。對於這些中傷，道灌完全沒有解釋，並在『太田道灌狀』中，因為受到主家冷落而表達不滿。另外，道灌以作為和議的人質為理由，把嫡男資康送給古河公方成氏。
文明18年7月26日（1486年8月25日），被邀請到扇谷定正的糟屋館（現今神奈川縣伊勢原市），在那裡被暗殺。享年55歲。法名是大慈寺殿心圓道灌大居士、香月院殿春苑靜勝道灌大居士。
根據『太田資武狀』中記載，道灌在入浴後於風呂場被曾我兵庫襲擊，當場被斬殺，臨死之際說了「當方滅亡」（当方滅亡）（當方是指扇谷上杉家），預言自己若不在的話，扇谷上杉家沒有未來。
道灌被暗殺的原因有幾種說法：扇谷定正恐怕力量變得太強的道灌會以下克上取代自己，所以萌生殺機；亦有為了弱化扇谷家，山內顯定策劃下扇谷定正被利用而殺死道灌；在『上杉定正消息』中，因為道灌獨佔扇谷上杉家家中事務，令上杉家中有人不滿，而且道灌企圖謀反想殺死山內顯定。另外在江戶時代的『岩槻巷談』中，道灌被暗殺是北條早雲的陰謀。
因為道灌暗殺事件，道灌的兒子資康和多數扇谷上杉家領下的國人眾和地侍都出走到山內家，扇谷定正突然陷入困境。長享元年（1487年）山內顯定與扇谷定正決裂，兩上杉家爆發長享之亂，在多年不斷擴大鬥爭。不久後伊勢宗瑞（北條早雲）進入關東地方，後北條氏抬頭。早雲之孫氏康消滅了扇谷家，山內家亦被追至關東，上杉家系被驅逐。

## 逸話
幼時逸話
道灌在幼少時已經被世人廣知他是英才，有關於這方面的故事存在。

- 『太田家記』中記載，父親資清非常擔心太聰明的鶴千代，並訓戒他「太聰明就會變得虛偽，智慧太足夠的話會招致災難。例如障子要直立才有用，如果是曲的話就會折斷而變得無用」（知恵が過ぎれば大偽に走り、知恵が足らねば災いを招く。例えれば障子は直立してこそ役に立ち、曲がっておれば役に立たない），鶴千代就持着屏風回答「屏風直立的話會倒下，要彎曲才能有用」（屏風は直立しては倒れてしまい、曲っていてこそ役に立ちます）。
- 『寬政重修諸家譜』中記載，有一天父親資清寫着「驕者不久」，之後鶴千代加上二字變成「不驕者又不久」。

這些事情是在百多年後的江戶時代才出現，所以不會被考慮為事實，這些逸話顯示了道灌的才氣、無畏懼以及毅然的性格。
山吹傳說
道灌為了尋找父親而來到越生町，突然遇上大雨，為了借蓑衣而停在一家農家中，此時，一個女子出來並默默地把一朵山吹花遞給道灌，道灌想借蓑衣但卻收到花，内心十分憤怒，後來把這件事說給家臣，家臣解釋那是後拾遺和歌集中兼明親王的和歌（即使花開到七重或八重，山吹亦沒有一個果實結成，相當可悲）；住在山間中茅屋的人相當貧窮，女子家中連一件蓑衣都沒有（蓑、，日語中同音），那女子想表達的就是這個意思。經過此事後，道灌對自己不懂古歌感到羞恥，於是不斷精進歌道。豐島區高田的神田川上的面影橋附近有山吹之里的碑，東面1公里的新宿區内有一處地名叫山吹町，被認為是傳説之地。還有，落語中根據這故事有一個名叫『道灌』的演目。
夢見崎
川崎市幸區中有個地方名叫「夢見崎」，地名的由來是道灌的夢。多摩川和鶴見川之間、往鐮倉街道前行的地方非常適合築城，在該地宿營的道灌夢見「有一隻白色的鷲抓着我的兜並飛往西南方」，感覺得這個夢很不吉利，於是放棄在這裡築城。為此道灌把兜埋在西南面地下，並尋找新的築城場所。現在川崎市立夢見崎動物公園東面的9號古墳遺址是「太田道灌碑」和八幡宮，而在横濱市鶴見區駒岡3丁目則有兜塚的碑。
鎮壓謀反
有一次家臣謀反並佔據了一間屋，道灌指揮兵士突入時在後方大叫「不要殺死那人」（あの者は殺すな），這時謀反的家臣都以為只有自己被救下而意志低落，最後全部被殺死。

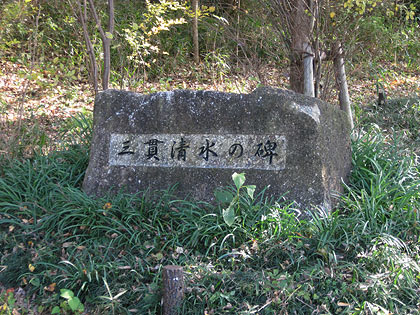
三貫清水石碑（埼玉市北區）

三貫清水
在埼玉市北區奈良町有道灌說「非常棒」（とてもうまい）並用三貫文（50萬円）褒美的「三貫清水」。
將軍之猿
將軍足利義政養了一隻猴子。這隻猴子會衝去抓傷在御所中参見的大名，大名們都非常難堪，但是因為那是將軍的猴子，所以不能說出苦情。道灌上洛並前往御所参見將軍，那猴子往常一樣跳過去，道灌怒目而視，猴子非常怯怕地縮起來。大名們對道灌的威嚴感到很驚訝。其實在道灌上洛時已經知道這隻猴子的事，於是收買猿師把猴子拿來，猴子被道灌用力打了一頓。因此，那猴子看到道灌怒目相向時非常害怕。大名們得知後對道灌得智慧十分驚訝。而大友宗麟和立花道雪亦有相同的逸話。
臨終之際的歌
道灌被刺客用槍刺中後。知道道灌喜歡和歌的刺客讀起上句：
（這時候知道要珍惜生命了吧）
道灌對致命傷毫無畏懼並接着下句：
（如果平常沒有覺悟的話）
這事在新渡戶稻造的著書『武士道』（1899年）中介紹。擁有勇氣和真正偉大的人物在死之前還很從容的例子。

## 墓所和記念物
墓所

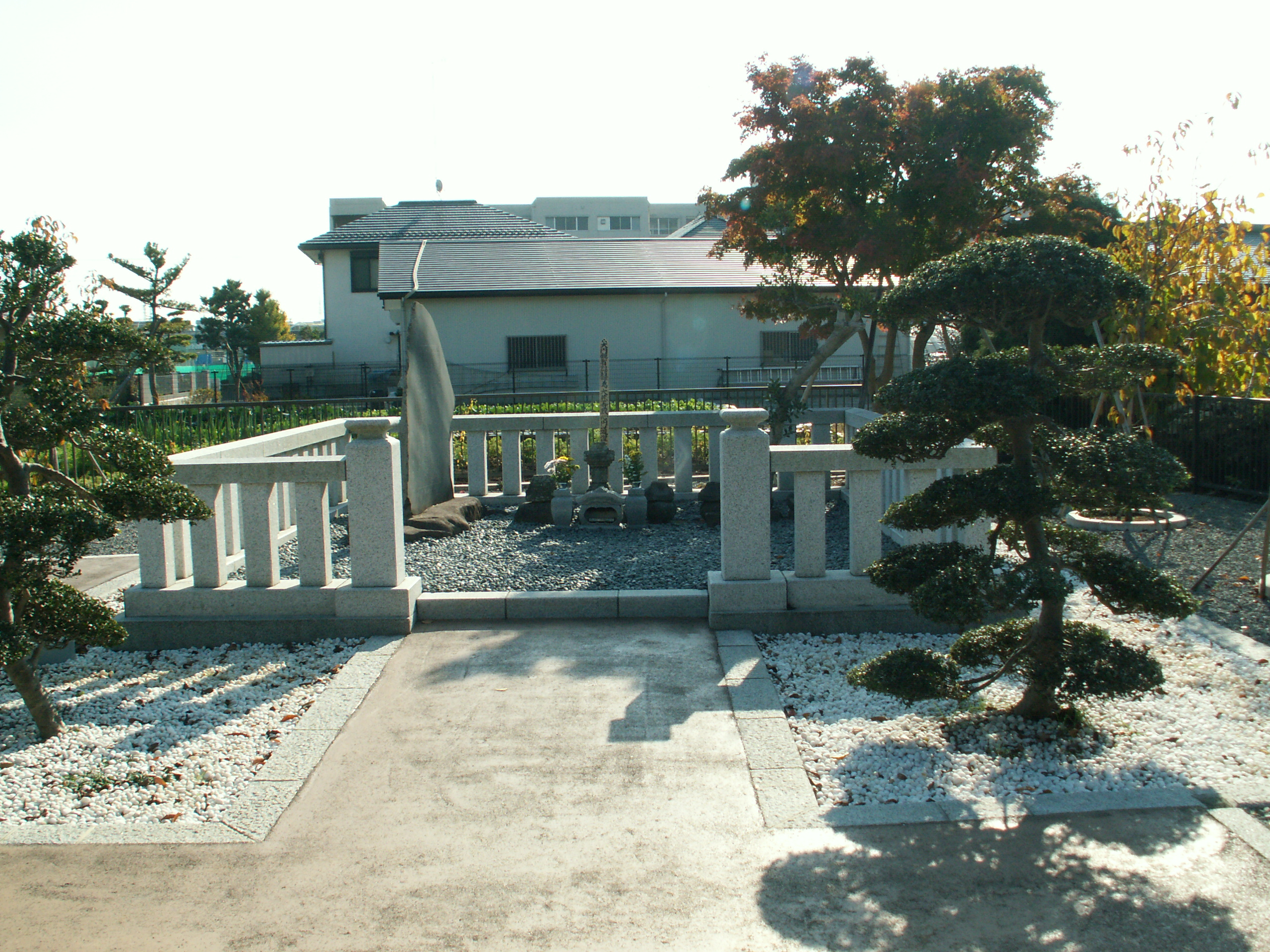
大田道灌首塚（伊勢原市）

東京國際論壇內的太田道灌銅像

- 在神奈川縣伊勢原市中有首塚（下糟屋的法雨山大慈寺）、胴塚（上粕屋的幡龍山公所寺洞昌院）。毎年秋天有道灌祭舉行。
- 神奈川縣鐮倉市的北鎌倉至源氏山的遠足徑中，有太田道灌的首塚和供養塔。

銅像
- 東京都荒川區的日暮里車站前有騎馬姿的道灌銅像。
- 東京都千代田區的舊東京都廳舍前有道灌的銅像，由朝倉文夫製作，當時是象徵的存在。此地改建為東京國際論壇後，銅像續留於此。
- 埼玉縣川越市川越市役所廳舍（川越城大手門跡），埼玉市岩槻區的岩槻區役所廳舍前面有道灌站立像。2007年，在埼玉市岩槻區的岩槻太田氏菩提寺中的芳林寺建造騎馬像。

地名
- 日暮里地區有以道灌山為名的地名和小學，在道灌的時期或道灌死後的一段時期，被太田氏勢力所影響的埼玉市岩槻區有一處地名名叫太田。

## 登場作品
小說
- 小說太田道灌 奠都江戶的男人（榮光出版社、大栗丹後（日语：大栗丹後）著）
- 小說太田道灌（PHP研究所、童門冬二（日语：童門冬二）著）
- 小說太田道灌（創榮出版、中川康二著）
- 小說太田道灌（岩漿文學會、馬場駿著）
- 太田道灌的末路（講談社、新田次郎（日语：新田次郎）著）
- 太田道灌雄飛錄（若竹書房、澤八郎著）
- 太田道灌（新人物往来社、青木重數著）
- 叛鬼（講談社、伊東潤（日语：伊東潤）著）
- 騎虎之將 太田道灌（德間書店、幡大介（日语：幡大介）著）
- 鄙之御所（埼玉出版會（日语：さきたま出版会）、北見輝平著）
- 小說太田道灌的戰國決戰（知道出版、加藤美勝著）

傳統藝能
- 歌德惠山吹（歌舞伎・淨瑠璃、河竹默阿彌（日语：河竹黙阿弥）作）
- 道灌（日语：道灌 (落語)）（落語）

## 外部連結
- 太田道灌 (江戸城)（页面存档备份，存于）
- 横浜にもゆかりがあるという築城の名人・太田道灌ってどんな人？（页面存档备份，存于）